# Annunakik

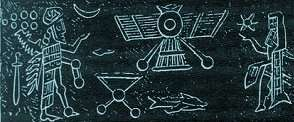
Az annunaki istenek

Az annunakik egy istenségcsoportot alkotnak a mezopotámiai mitológiában. Nevük An, az ég istenének nevéből származik, jelentése „fejedelem utódja” vagy „An utódja” (több változat közül a sztenderdizálható a dAn-nuna-ke4-ne).
Khthonikus istenek, funkcióik a termékenységgel állnak kapcsolatban.
Az igigi istencsoporthoz való viszonyuk nem világos. Van, ahol szinonimaként használják őket, máshol az Igigi hatodik generációs istenek, akik az annunakikat szolgálták, és az emberek váltották fel őket, mert 40 nap után fellázadtak. Vannak, akik szerint az óbabiloni korszakban az igigi istenek a tíz nagy égi istent jelentették, az újbabiloni korra viszont már az összes égi istent.
Az annunaki istenek megjelennek a babiloni teremtésmítoszban, az Enúma elisben. A késői változatban Marduk az emberek megjelenése után kettéosztja őket, és kijelöli a helyüket, 300-nak az égben, 300-nak a földön. Hálából az anunnakik, a „Nagy Istenek” megépítik az Észagílát Marduk tiszteletére, ami olyan magas, mint Apszu.
A Gilgames-eposzban, amikor Ut-napistim elmondja az áradás történetét, a pokol hét bírája az annunakinak, ők borították lángba a földet, amikor a vihar közeledett.
Későbbi babiloni és asszír mítoszok szerint Anu és Ninhurszag (Ki akkád változata) gyermekei voltak.